# Elecciones municipales de Pasco de 2002
Las elecciones municipales de Pasco de 2002 se llevaron a cabo el 17 de noviembre de 2002 para elegir al alcalde y al Concejo Provincial de Pasco para el periodo 2003-2006. La elección se celebró simultáneamente con elecciones regionales y municipales (provinciales y distritales) en todo el país.

## Sistema electoral
La Municipalidad Provincial de Pasco es el órgano administrativo y de gobierno de la provincia de Pasco. Está compuesta por el alcalde y el Concejo Provincial.
La votación del alcalde y el concejo se realiza en base al sufragio universal, que comprende a todos los ciudadanos nacionales mayores de dieciocho años, empadronados y residentes en la provincia de Pasco y en pleno goce de sus derechos políticos, así como a los ciudadanos no nacionales residentes y empadronados en la provincia de Pasco.
El Concejo Provincial de Pasco está compuesto por 11 regidores elegidos por sufragio directo para un período de cuatro (4) años, en forma conjunta con la elección del alcalde (quien lo preside). La votación es por lista cerrada y bloqueada. Se asigna a la lista ganadora los escaños según el método d'Hondt o la mitad más uno, lo que más le favorezca. Es elegido como alcalde el candidato que ocupe el primer lugar de la lista que haya obtenido la más alta votación.

## Composición del Concejo Provincial de Pasco
La siguiente tabla muestra la composición del Concejo Provincial de Pasco antes de las elecciones.
| Partidos | Partidos                                                          | Regidores |
| -------- | ----------------------------------------------------------------- | --------- |
|          | Movimiento Independiente Vamos Vecino                             | 7         |
|          | Movimiento Independiente Somos Perú                               | 2         |
|          | Lista Independiente Frente de Reconstrucción Popular              | 1         |
|          | Lista Independiente Movimiento Independiente de Avanzada Pasqueña | 1         |

## Partidos y candidatos
A continuación se muestra una lista de los principales partidos y alianzas electorales que participaron en las elecciones:
| Candidatura | Candidatura | Partidos y alianzas | Candidatos | Candidatos              | Ideología                                               | Resultado previo | Resultado previo | Ref. |
| Candidatura | Candidatura | Partidos y alianzas | Candidatos | Candidatos              | Ideología                                               | Votos (%)        | Reg.             | Ref. |
| ----------- | ----------- | --- | ---------- | ----------------------- | ------------------------------------------------------- | ---------------- | ---------------- | ---- |
|             | SP          | Lista - Somos Perú (SP) |            | Tito Valle Ramírez      | Democracia cristiana Conservadurismo social             | 21.00%           | 2                |      |
|             | UPP         | Lista - Agrupación Independiente Unión por el Perú - Frente Amplio (UPP)                                                                    |            | Moisés Guillermo Aire   | Socioliberalismo Progresismo Socialdemocracia           | 3.08%            | 0                |      |
|             | APRA        | Lista - Partido Aprista Peruano (APRA) |            | Valentín López Espíritu | Aprismo                                                 | Nuevo            | Nuevo            |      |
|             | FIM         | Lista - Frente Independiente Moralizador (FIM)                                                                                              |            | Miller Aliaga Ángel     | Reformismo                                              | Nuevo            | Nuevo            |      |
|             | PP          | Lista - Perú Posible (PP) |            | Yino Yauri Ramón        | Socioliberalismo Democracia liberal Tercera vía         | Nuevo            | Nuevo            |      |
|             | UN          | Lista - Unidad Nacional (UN) – Partido Popular Cristiano (PPC) – Solidaridad Nacional (SN) – Renovación Nacional (RN) – Cambio Radical (CR) |            | Remigio López Daga      | Democracia cristiana Conservadurismo Neoliberalismo     | Nuevo            | Nuevo            |      |
|             | MNI         | Lista - Movimiento Nueva Izquierda (MNI) |            | Víctor Valencia Atencio | Marxismo-leninismo Mariateguismo Socialismo democrático | Nuevo            | Nuevo            |      |
|             | C           | Lista - Concertación en la Región por la Descentralización (Concertación)                                                                   |            | Juan Medina Robles      | Regionalismo pasqueño                                   | Nuevo            | Nuevo            |      |
|             | IND         | Lista - Lista Independiente N° 1 Frente Independiente Pasco Unido                                                                           |            | Eladio Bravo Yalico     | Localismo pasqueño                                      | Nuevo            | Nuevo            |      |
|             | IND         | Lista - Lista Independiente N° 3 Movimiento Independiente Más Obras                                                                         |            | Armando Ríos Cervantes  | Localismo pasqueño                                      | Nuevo            | Nuevo            |      |

## Resultados

### Sumario general
| |                                                                   |              |              |              |           |           |  |  |
| Partidos y coaliciones                                                                             | Partidos y coaliciones                                            | Voto popular | Voto popular | Voto popular | Regidores | Regidores |  |  |
| Partidos y coaliciones                                                                             | Partidos y coaliciones                                            | Votos        | %            | ±pp          | Total     | +/−       |  |  |
| | Partido Aprista Peruano (APRA)                                    | 15,244       | 28.51        | n/a          | 7         | +7        |  |  |
| | Somos Perú (SP)                                                   | 12,525       | 23.42        | +2.42        | 2         | ±0        |  |  |
| | Concertación en la Región por la Descentralización (Concertación) | 5,849        | 10.94        | Nuevo        | 1         | +1        |  |  |
| | Frente Independiente Moralizador (FIM)                            | 5,532        | 10.34        | Nuevo        | 1         | +1        |  |  |
| | Perú Posible (PP)                                                 | 4,909        | 9.18         | Nuevo        | 0         | ±0        |  |  |
| | Lista Independiente N° 1 Frente Independiente Pasco Unido         | 2,525        | 4.72         | n/a          | 0         | ±0        |  |  |
| | Unidad Nacional (UN)                                              | 2,387        | 4.46         | Nuevo        | 0         | ±0        |  |  |
| | Movimiento Nueva Izquierda (MNI)                                  | 1,720        | 3.22         | Nuevo        | 0         | ±0        |  |  |
| | Agrupación Independiente Unión por el Perú - Frente Amplio (UPP)1 | 1,617        | 3.02         | –0.06        | 0         | ±0        |  |  |
| | Lista Independiente N° 3 Movimiento Independiente Más Obras       | 1,168        | 2.18         | n/a          | 0         | ±0        |  |  |
| |                                                                   |              |              |              |           |           |  |  |
| Total                                                                                              | Total                                                             | 53,476       |              |              | 11        | ±0        |  |  |
| |                                                                   |              |              |              |           |           |  |  |
| Votos válidos                                                                                      | Votos válidos                                                     | 53,476       | 79.47        | –5.02        |           |           |  |  |
| Votos en blanco                                                                                    | Votos en blanco                                                   | 8,858        | 13.16        | +4.88        |           |           |  |  |
| Votos nulos                                                                                        | Votos nulos                                                       | 4,955        | 7.36         | +0.13        |           |           |  |  |
| Votos emitidos                                                                                     | Votos emitidos                                                    | 67,289       | 85.03        | +5.70        |           |           |  |  |
| Abstenciones                                                                                       | Abstenciones                                                      | 11,842       | 14.97        | –5.70        |           |           |  |  |
| Votantes registrados                                                                               | Votantes registrados                                              | 79,131       |              |              |           |           |  |  |
| |                                                                   |              |              |              |           |           |  |  |
| Fuente:                                                                                            |                                                                   |              |              |              |           |           |  |  |
| Notas al pie: 1 Comparado con los resultados de Unión por el Perú (UPP) en las elecciones de 1998. |                                                                   |              |              |              |           |           |  |  |
| Notas al pie:                                                                                      |                                                                   |              |              |              |           |           |  |  |
| 1 Comparado con los resultados de Unión por el Perú (UPP) en las elecciones de 1998.               |                                                                   |              |              |              |           |           |  |  |

## Elecciones municipales distritales

### Resultados por distrito
La siguiente tabla enumera el control de los distritos de la provincia de Pasco. El cambio de mando de una organización política se resalta del color de ese partido.
| Distrito                            | Alcalde(sa) titular          | Partido político | Partido político           | Alcalde(sa) electo(a)     | Partido político | Partido político                 |
| ----------------------------------- | ---------------------------- | ---------------- | -------------------------- | ------------------------- | ---------------- | -------------------------------- |
| Huachón                             | Hodi Puente Carhuaricra      |                  | Somos Perú                 | Teodoro Durán Flores      |                  | Concertación en la Región        |
| Huariaca                            | Fernando Bazán Calderón      |                  | Frente de Reconstrucción   | José Pardave Romero       |                  | Acción Popular                   |
| Huayllay                            | Óscar Ricra Villanueva       |                  | Vamos Vecino               | Jesús Muñoz Borja         |                  | Perú Posible                     |
| Ninacaca                            | Alberto Huere Álvarez        |                  | Integración y Desarrollo   | Rodolfo Bedoya Campos     |                  | Somos Perú                       |
| Pallanchacra                        | Perfecto Hidalgo Trujillo    |                  | Vamos Vecino               | Raúl Mendoza Monge        |                  | Movimiento Nueva Izquierda       |
| Paucartambo                         | Cesar Atahuamán Carhuachagua |                  | Frente Andino por el Ideal | Kléver Meléndez Gamarra   |                  | Frente Independiente Moralizador |
| San Francisco de Asís de Yarusyacán | Marino Aliaga Rojas          |                  | Somos Perú                 | Pedro Salazar Maximiliano |                  | Frente Independiente Moralizador |
| Simón Bolívar                       | Valentín López Espíritu      |                  | Movimiento Participemos    | Froilán Robles Zelada     |                  | Somos Perú                       |
| Ticlacayán                          | Héctor Rímac Callupe         |                  | Movimiento Participemos    | Liberato Grados Ayala     |                  | Perú Posible                     |
| Tinyahuarco                         | Miller Aliaga Ángel          |                  | Integración y Desarrollo   | Rubén Valer Villar        |                  | Unión por el Perú                |
| Vicco                               | Zenón Espinoza Panez         |                  | Integración y Desarrollo   | Darwin Chávez Mauricio    |                  | Pasco Unido                      |
| Yanacancha                          | Luis Bravo Bazán             |                  | Vamos Vecino               | Amanda López Gamarra      |                  | Partido Aprista Peruano          |